# Nieuw-Haarlem
Nieuw-Haarlem is een voormalige plaats in Nieuw-Nederland gesticht door een groep boeren onder leiding van Peter Stuyvesant. In 1658 werd de plaats formeel erkend door de West-Indische Compagnie. In 1664 werd zij overgenomen door de Engelsen. Tegenwoordig staat Nieuw-Haarlem bekend als Harlem.